# Adenium

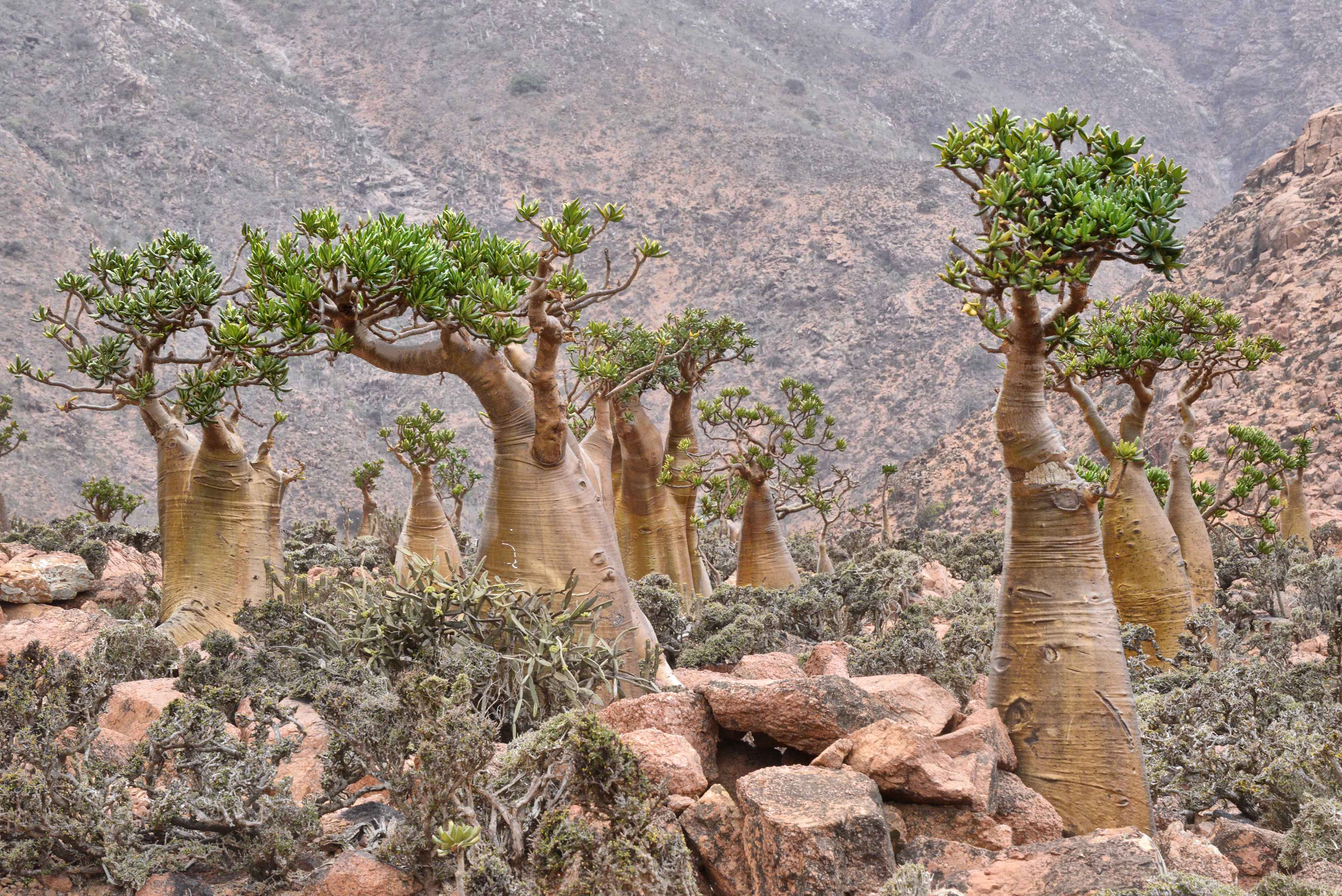
Drzewiaste adenium arabskie na Sokotrze

Adenium (Adenium Roem. & Schult.) – rodzaj roślin z rodziny toinowatych. Obejmuje w zależności od ujęcia 5–6 gatunków lub tylko jeden gatunek z 5 podgatunkami. Rośliny te występują w tropikalnej i subtropikalnej Afryce kontynentalnej (poza Kotliną Konga) oraz na Półwyspie Arabskim i wyspie Sokotra. Związane są z siedliskami suchymi i dlatego są kserofitami o zgrubiałych, gruboszowatych pniach.
Rośliny te są popularnie uprawiane (zwłaszcza adenium arabskie A. obesum, inne raczej tylko w kolekcjach botanicznych) dla oryginalnego pokroju i efektownych kwiatów. W strefie międzyzwrotnikowej, zwłaszcza w obszarach o klimacie suchym i gorącym, uprawiane są w ogrodach, a w strefie umiarkowanej w pojemnikach w pomieszczeniach (latem mogą być wynoszone na zewnątrz). Częściej są uprawiane jako rośliny doniczkowe odkąd na rynek trafiły w drugiej połowie XX wieku rośliny szczepione na blisko spokrewnionym oleandrze, co spowodowało, że okazy uprawiane jako pokojowe, wcześniej w zasadzie nie kwitnące, zaczęły kwitnąć obficie. W Chinach adenium uważane jest za roślinę przynoszącą szczęście.
Rośliny zawierają przejrzysty lub biały sok mleczny, a w nim toksyczne glikozydy nasercowe, o działaniu podobnym do glikozydów naparstnicy. Niebezpieczne może być spożycie jakiejkolwiek części tych roślin, przy czym jednak przypadki zatruć ludzi są niedostatecznie udokumentowane. Wiadomo natomiast o zatruciach zwierząt. Sok ten jest zresztą wykorzystywany w różnych częściach Afryki do trucia strzał i ryb.
Nazwa rodzaju powstała na bazie arabskiej nazwy tych roślin i od niej też pochodzić ma nazwa Adenu w Jemenie. 

## Morfologia
PokrójGruboszowate krzewy, rzadziej niewielkie drzewa osiągające od 0,2 do 6 m wysokości (rzadko do 10 m). Pień jest zwykle mocno zgrubiały, mięsisty w dolnej części, u form drzewiastych ma kształt butelkowaty, przy relatywnie niewielkiej wysokości osiąga średnicę ponad 1 m. Kora gładka, szarawa lub brązowa, pędy nagie, czasem owłosione przy końcach. Pod ziemią z bulwiastymi kłączami lub spichrzowymi, palowymi korzeniami.
LiścieSkrętoległe, skupione na końcach pędów. Siedzące lub bardzo krótkoogonkowe, z drobnymi przylistkami lub bez nich. Blaszka pojedyncza, całobrzega.
KwiatyZebrane w kilka wierzchotkach na końcach pędów. Rozwijają się przed liśćmi lub gdy te już są rozwinięte. Kwiaty są siedzące lub wyrastają na bardzo krótkich szypułkach, wsparte są przysadkami wąskojajowatymi do równowąskich. Działki kielicha zrośnięte są u nasady, ich końce są zaostrzone. Korona kwiatu okazała, rurkowato-dzwonkowata, od białej do czerwonej, czasem wzorzysta, słabo grzbiecista. W miejscach, gdzie na końcu rurki łatki płatków sąsiadują, znajdują się drobne, rozwidlone wyrostki. Pręciki schowane wewnątrz rurki korony, choć czasem mogą też wystawać. Koniec łącznika między pylnikami wyciągnięty w długi, owłosiony wyrostek. Zalążnia naga lub omszona, z licznymi zalążkami.
OwoceZ każdego kwiatu powstają dwa omszone, tęgie mieszki rozchylone do odgiętych, połączone tylko u nasady. Nasiona podługowate, z kępkami włosków na obu końcach.

## Systematyka
Rodzaj należy do rodziny toinowatych podrodziny Apocynoideae Burnett (1835) i plemienia Nerieae Baillon (1899).
Wykaz gatunków
- Adenium boehmianum Schinz
- Adenium dhofarense Rzepecky
- Adenium multiflorum Klotzsch
- Adenium obesum (Forssk.) Roem. & Schult. – adenium arabskie, adenium opasłe
- Adenium oleifolium Stapf
- Adenium swazicum Stapf